# Jevgeni Agrest

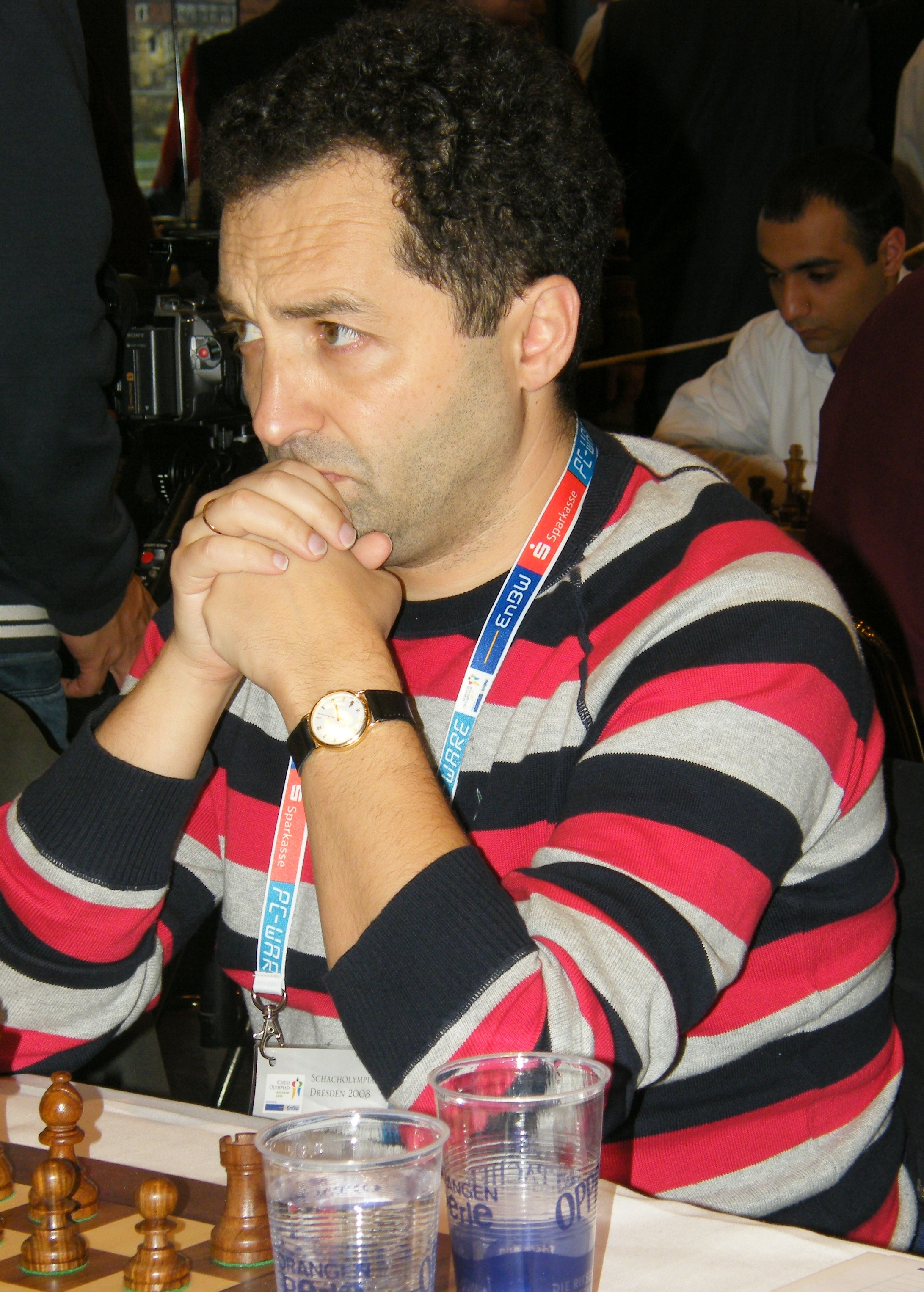
Jevgeni Agrest

Jevgeni Romanovitsj Agrest (Russisch: Евгений Романович Агрест) (Zweedse schijfwijze: Evgenij) (Vitebsk, 15 augustus 1966) is een Wit-Russisch-Zweeds schaker. Sinds 1997 is hij  een grootmeester. In 1994 emigreerde hij naar Zweden en hij komt sindsdien voor dat land uit.
- In juli 2005 speelde hij mee in het toernooi om het kampioenschap van Zweden dat in Göteborg verspeeld werd. Hij werd zevende met 8 punten. Stellan Brynell werd kampioen met 9 punten uit 13 ronden.
- Van 24 augustus t/m 4 september 2005 speelde Agrest mee in het toernooi om het Noords kampioenschap dat in het Finse Vammala verspeeld werd. Hij eindigde met 9.5 punt uit 11 ronden op de eerste plaats..[1]
- In 2007 nam hij in het Turkse Kemer met de vereniging Sollentuna Chessclub deel aan de European Club Cup.[2]

Hij is getrouwd met de schaakster Svetlana Agrest, meester bij de vrouwen (WIM). 

## Externe koppelingen
- (en)   Informatie over schaakpartijen van Jevgeni Agrest op ChessGames.com
- (en)   Informatie over schaakpartijen van Jevgeni Agrest op 365chess.com
- (en)  FIDE-ratinggegevens voor Jevgeni Agrest